# C-3PO

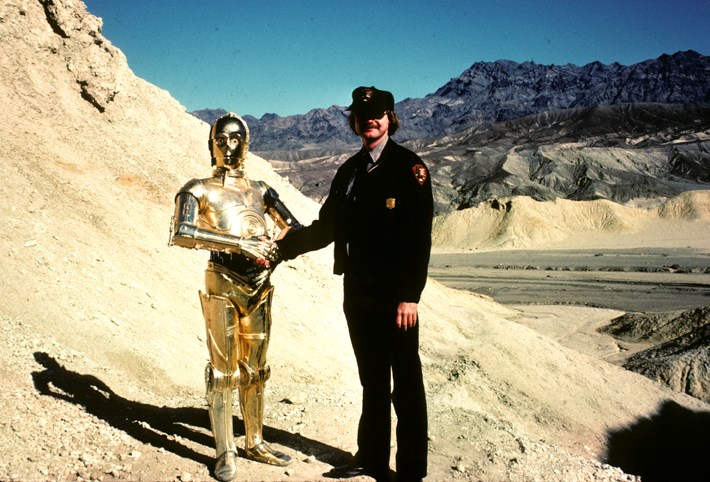

C-3PO는 《스타 워즈》에 나오는 드로이드들 중 하나로, 앤서니 대니얼스가 배역을 맡았다. 600만 종에 달하는 언어를 이해할 수 있으며, R2-D2와 콤비를 이룬다. 종종 3PO라고도 불린다.

## 상세
에피소드 1: 보이지 않는 위험(The phantom menace)에서 타투인에 살고있는 어린 노예소년 아나킨 스카이워커에 의해 만들어졌다. 이 당시의 C-3PO는 미완성 상태였기 때문에, 외피없이 기계내부가 보이는 모습으로 나온다. 아나킨이 타투인을 떠날 때, C-3PO는 아나킨에게 마저 완성하고 가라고 애원을 했지만, 아나킨은 완성하지 않은 채 떠났고, 에피소드 2: 클론의 습격(Attack of the Clones)에서 이 둘은 다시 재회하게 되고, 아나킨과 같이 떠난다. 이 후에 C-3PO는 자신과 같은 드로이드인 R2-D2와 단짝친구가 되어 수많은 임무들을 수행하게 된다.
깨어난 포스에서는 한 쪽 팔이 다른 색으로 되어있다.

## C-3PO의 수난사
C-3PO는 9편 중 5편의 작품에서 수난을 당하는 역할을 한다. 이 때문에 스타워즈에서 흔치 않은 개그 캐릭터 포지션을 갖는다.
- 《스타 워즈 에피소드 I: 보이지 않는 위험》[1]

외피 없이 기계 내부가 보이는 모습으로 나온다.
- 《스타 워즈 에피소드 II: 클론의 습격》[2]

무역 연합의 배틀 드로이드와 머리가 바뀐다.
- 《스타 워즈 에피소드 Ⅲ: 시스의 복수》[3]

메모리가 리셋된다.
- 《스타 워즈 에피소드 IV: 새로운 희망》[4]

루크가 오비완을 찾으러 가는 길에 계곡에서 팔이 빠진다.
- 《스타 워즈 에피소드 V: 제국의 역습》[5]

베스핀 행성에서 산산조각이 난다.
- 《스타 워즈 에피소드 VI: 제다이의 귀환》[6]

자바의 세일 바지선에서 시각 장치가 빠진다.